# Давалос, Марселино
Марселино Давалос (исп. Marcelino Dávalos; 1871, штат Халиско, Мексика — 1923, Мехико) — мексиканский поэт, прозаик, драматург, журналист. Один из самых известных писателей в истории латиноамериканской литературы XX-го века.

## Биография
Получил высшее образование в области права. Со студенческих лет начал писать стихи. Кроме профессиональной деятельности, активно сотрудничал со средствами массовой информации. В последние годы своей жизни посвятил себя почти полностью журналистике. Публиковался в крупных газетах и журналах Мексики.
Стал известным поэтом, драматургом и новеллистом, одним из самых видных представителей мексиканской интеллигенции первой четверти XX-го века.
Однако, после убийства в 1913 году конституционного президента Франсиско Игнасио Мадеро, которого Марселино Давалос всегда публично поддерживал, временный президент Мексики В. Уэрта, прямо ответственный за убийство Мадеро, начал репрессии против бывших сторонников экс-президента. М. Давалос оказался в тюрьме. После освобождения, Марселино Давалос переселился в Техас (США). После смерти Уэрта, в 1916 году вернулся на родину и поселился в мексиканской столице, где и умер в 1923 году.

## Творчество
Писатель-реалист. Автор произведений натуралистического и регионального характера, сложившегося под влиянием романтической испанской литературы.
Марселино Давалос ворвался на мексиканскую литературную сцену в 1900 году с двумя драматическими произведениями: «Regalo de bodas» и «El último cuadro», которые были хорошо встречены публикой и критиками. Спустя три года Давалос представил свою третью драму «Guadalupe» (1903), за которой последовали многие другие пьесы, принесшие большой литературный успех автору.

## Избранные произведения
Пьесы
- Así pasan… (1908),
- El crimen de Marciano (1909),
- ¡Viva el amo! (1910),
- Lo viejo (1991),
- Lecturas escénicas (1913),
- Veracruz (1915),
- Águilas y estrellas (1916),
- Jardines trágicos (1916),
- ¡Indisoluble! (1916),
- Iras de bronce (1916),
- Del bajío y arribeñas (1917),
- Mis dramas íntimos (1917)

сборник рассказов
- ¡Carne de cañón! (1915)

Прочее
- Jardines Tragico
- Monografia del Teatro